# Сухарева, Александра Ильинична
Александра Ильинична Сухарева (род. 25 мая 1983 года, Москва) — российская художница.

## Биография
Родилась 25 мая 1983 года в Москве.
В 2006 году окончила факультет проектирования мебели МГХПУ им. Строганова. Закончила московский Институт проблем современного искусства. С 2008 по 2010 годы училась в Школе искусств Valand (швед.) (Гётеборг, Швеция).
Александра Сухарева стала единственным российским художником, который принял участие в documenta 13. Обозреватель журнала «Артхроника» включил проект Сухаревой «Being of mother is bone» в перечень «Десять работ dOCUMENTA (13), мимо которых невозможно пройти».
В 2014 году приняла участие в европейской биеннале современного искусства «Manifesta 10». По решению экспертов журнала «AroundArt», проект Александры Сухаревой «Это есть, тебя нет», представленный в основной программе «Manifesta 10», вошёл в топ-лист «Главные работы 2014 года».
В 2015 году опубликован альбом «Свидетель» (V-A-C press; 137 с.) — документация длившейся два года акции, в основу которой легли чёрно-белые фотографии руин подмосковной усадьбы Гребнево. Эта работа, по мнению критики, представляет собой «обращение к свидетельствам памяти и реальным эффектам властного насилия, арбитрарного и колониального, но при этом предельно конкретного и локального, разворачивавшегося на уровне индивидуальных судеб».
Живёт и работает в Москве.

## Персональные выставки
- 2019 год — «2016-2019» — галерея Osnova, Москва[8]

## Групповые выставки
- 2019 год — «Time, Forward!» — Palazzo Zattere, 58 Венецианская Биеннале, Венеция[9]
- 2018 год] — «Landis Museum» — Glazgow International, Глазго, Шотландия / CCA — Derry[10]
- 2017 год — Триеннале российского современного искусства[11], Музей современного искусства «Гараж»
- 2017 год — «Освободить знание: отчет о работе II» — Музей современного искусства «Гараж», Москва[12]
- 2016 год — «Общее целое»[13] — музей В. Сидура / МВО «Манеж», Москва
- 2016 год — «Чувственные опыты» — Новая Голландия, Санкт-Петербург[14]
- 2015 год — «The Rose has teeth in the mouth of a beast» — галерея APG, Брешиа
- 2015 год — «Свидетель» — усадьба Гребнево, Московская область
- 2013 год — «Fusiform Gyrus» — галерея Lisson, Лондон[15]
- 2012 год — «dOCUMENTA(13») — Кассель, Германия[16]
- 2012 год — «Шоссе Энтузиастов» — Каза-деи-Тре-Очи, Венеция[17]
- 2012 год — «Контр-иллюзии» — 3 Международная биеннале молодого искусства, ДК ЗИЛ, Москва[18]
- 2012 год — «Вещи, слова и последствия» — ММСИ, Москва[19]
- 2012 год — «Being of mother is bone». documenta 13, Кассель[3][20][21].
- 2011 год — «Эураурага». Проект «Фабрика», Москва[22].
- 2009 год — «Типы сборки» (совместно с Анной Титовой). Проект «Фабрика», Москва[23]